# Нюрнбергские расовые законы
Нюрнбе́ргские ра́совые зако́ны (нем. Nürnberger Rassengesetze) — два расистских (в первую очередь антисемитских) законодательных акта («основные законы») — «Зако́н о граждани́не Ре́йха» (нем. Reichsbürgergesetz) и «Зако́н об охра́не неме́цкой кро́ви и неме́цкой че́сти» (нем. Gesetz zum Schutze des deutschen Blutes und der deutschen Ehre), принятые по инициативе Адольфа Гитлера 15 сентября 1935 года на съезде Национал-социалистической партии в нацистской Германии в Нюрнберге в соответствии с тайной программой (1920) и единогласно принятые сессией рейхстага, специально созванной в Нюрнберге по случаю съезда партии.

## Описание законов
Согласно статье второй «Закона о гражданине Рейха», гражданином Рейха мог быть лишь тот, кто обладал «германской или родственной ей кровью и своим поведением доказывал желание и способность преданно служить германскому народу и рейху». Такая формулировка фактически означала лишение немецкого гражданства множества людей, в первую очередь евреев и цыган.
Самое пристальное внимание при создании и исполнении этих законов уделялось евреям. Так, «Закон об охране германской крови и германской чести» среди ряда запретов запрещал как «осквернение расы» брак и внебрачное сожительство между евреями и «гражданами германской или родственной ей крови», наём евреями домашней прислуги из женщин «германской или родственной ей крови» моложе 45 лет, а также вывешивание евреями национального или имперского флага и использование тканей сходной расцветки. Нарушение закона влекло уголовное преследование.

### Закон об охране германской крови и германской чести
Текст закона о защите немецкой крови и немецкой чести 

Движимый пониманием того, что чистота немецкой крови является непременным условием дальнейшего существования немецкого народа, воодушевлённый непоколебимой решимостью гарантировать существование немецкой нации на все времена, рейхстаг единогласно принял следующий Закон, который настоящим доводится до сведения населения:

1.1. Брачные союзы между евреями и подданными немецкой или родственной ей крови запрещены. Браки, заключённые вопреки закону, недействительны, даже если они зарегистрированы за границей с целью обойти закон.

1.2. Предъявлять иск о признании недействительным уже заключённого брака может только прокурор.

2. Внебрачные связи между евреями и подданными немецкой или родственной ей крови запрещены.

3. Евреям не разрешается нанимать домашнюю прислугу женского пола немецкой или родственной ей крови из числа подданных моложе 45 лет.

4.1. Евреям воспрещается поднимать флаги Рейха и земель и пользоваться цветами государственного флага.

4.2. Им разрешается пользоваться цветами еврейской символики, и это их право находится под защитой государства.

5.1. Нарушение запрета, обозначенного в п.1, карается каторжным заключением.

5.2. Нарушение запрета, обозначенного в п.2, карается каторжным или тюремным заключением.

5.3. Нарушение запрета, обозначенного в пп. 3 и 4, влечет за собой тюремное заключение сроком до одного года и денежный штраф или одно из этих наказаний. 

6. Рейхсминистр внутренних дел по согласованию с заместителем фюрера и рейхсминистром юстиции издаёт необходимые правовые и административные распоряжения по проведению в жизнь и дополнению данного Закона.

7. Закон вступает в силу на следующий день после его обнародования, а § 3 — лишь с 1 января 1936 г.

### Определение понятияеврей
Так как в Нюрнбергских законах не было определения понятия «еврей», постановлением от 14 ноября 1935 года была принята поправка к Закону о гражданстве Рейха:

4.

(1) Еврей не может быть гражданином рейха. Он не имеет права голоса по политическим вопросам; ему запрещено занимать публичную должность. (…)

(2) Чиновники-евреи после 31 декабря 1935 г. уходят в отставку. (…)

5.

(1) Евреем является тот, кто в третьем поколении происходит как минимум от трёх чистокровных евреев — бабушек или дедушек.

(2) Лицом с примесью еврейской крови («полукровкой») считается тот, кто в третьем поколении происходит от одного или двух чистокровных евреев — бабушек или дедушек:
а) тот, кто при издании Закона принадлежал к еврейской религиозной общине или был принят в неё позже;
б) тот, кто при издании Закона был в браке с евреем или вступил в брак с евреем позже;
в) тот, кто рождён от брака с евреем (определение которого дано в пункте 1), который был заключён после вступления в силу Закона о защите немецкой крови и немецкой чести от 15 сентября 1935 г.;
г) тот, кто рождён от внебрачной связи с евреем (определение которого дано в пункте 1) и появится на свет незаконнорожденным после 31 июля 1936 г.
Этим постановлением, заменившим так называемый «арийский параграф» (апрель 1933 года) действовавшего ранее антиеврейского законодательства, были установлены категории евреев и мишлингов (нем. Mischlinge) — метисов, «лиц с примесью еврейской крови», и введено понятие «неариец». Согласно этой директиве, евреями считались только те из мишлингов, кто имел, как минимум, троих еврейских дедушек-бабушек.
Особый случай представляли собой «приравненные к евреям» («евреи по определению», нем. Geltungsjuden). Полукровные считались евреями только в том случае, если исповедовали иудаизм или сами вступили в брак с евреем, то есть сделали сознательный шаг в сторону еврейского народа. Низкокровные евреями не считались, они подвергались ограничениям, но сохраняли полноценное гражданство.
Если на территории собственно Германии полукровки были в принципе освобождены от депортации, и исключения случались редко, то по мере удаления от территории «старого рейха» их положение всё более ужесточалось. На оккупированных восточных территориях полукровок уничтожали или сразу же вместе с евреями, или через короткий период после них.

### Значение и действие
Нюрнбергские законы последовательно осуществляли изоляцию евреев по национальному («расовому») признаку. Значительной частью германского общества и самих евреев поначалу Нюрнбергские законы воспринимались как юридическое обоснование дальнейшего проживания евреев в Германии. Однако последовавшие затем постановления (последнее от 1 июля 1943 года) закрыли евреям доступ почти ко всем должностям и профессиям, ограничили свободу их передвижения и ввели в их удостоверении личности обязательную отметку «еврей» (нем. Jude). Тем самым евреи были поставлены вне закона, отданы произволу полиции, что явилось прелюдией к «окончательному решению».

### Ужесточение законов на Ванзейской конференции
Впоследствии правила были ужесточены в отношении полукровок. В протоколе Ванзейской конференции записано:
«к этим мишлингам 1-й степени существует особое отношение со стороны высших инстанций партии и государства. Каждый подобный случай должен проверяться индивидуально, и решение должно быть максимально неблагоприятным для мишлинга. Предварительным условием, учитываемым при получении ими особого разрешения, будут всегда заслуги самого мишлинга — не заслуги его родителей или супруга германской крови».
В некоторых случаях (имеющие «неполноценный внешний вид с расовой точки зрения») в евреи даже зачислялись полукровки 2-й степени («четвертинки»). Но все эти случаи решались индивидуально, а Нюрнбергские законы изменены не были.